# Penicillium lagena
Penicíllium lagéna (лат.) — вид грибов, относящийся к роду Пеницилл (Penicillium). Ранее выделялся в род Torulómyces.
Индикатор почв хвойных лесов. Образует медленнорастущие зеленовато-коричневые колонии с одиночными фляговидными фиалидами и бородавчатыми конидиями.

## Описание
На CYA колонии на 7-е сутки 1—1,3 см в диаметре, зеленовато-серые, с тёмно-коричневым, иногда светло-коричневым реверсом. Иногда в среду выделяется коричневый пигмент. На агаре с солодовым экстрактом (MEA) колонии зеленовато-белые, с жёлто-коричневым реверсом. На агаре с дрожжевым экстрактом и сахарозой (YES) спороношение часто отсутствует, тогда колонии желтовато-белые, при спороношении — серо-зелёные. Реверс у спороносящих изолятов оливковый, у стерильных — коричнево-оранжевый. На овсяном агаре (OA) колонии серо-зелёные, выделяют в среду коричневый растворимый пигмент.
При 30 °C на CYA колонии на 7-е сутки 0,8—1 см в диаметре. При 37 °C рост отсутствует.
Конидиеносцы — одиночные фиалиды на гладкостенной ножке 4—20 мкм длиной и 1—1,5 мкм толщиной. Фиалиды фляговидные, 4,5—7 × 2—2,5 мкм. Конидии шаровидные, 2—2,5 мкм в диаметре, шероховатые.

### Отличия от близких видов
От близких видов отличается по отсутствию роста при 37 °C, наличию роста при 30 °C, шероховатым конидиям 2—2,5 мкм в диаметре. Penicillium aeris способен расти при 37 °C, образуя колонии до 5 мм в диаметре на 7-е сутки, окраска колоний оранжевая. Penicillium tubakianum отличается более медленным ростом на CYA, диаметр колоний на 7-е сутки не превышает 0,8—0,9 см, сами колонии жёлтые или оранжево-белые.

## Экология
Встречается в почвах хвойных лесов по всему миру.

## Таксономия
Видовой эпитет lagena (с лат. — «узкогорлая пузатая бутыль») отсылает к форме одиночных фиалид.
Penicillium lagena (Delitsch) Stolk & Samson, Stud. Mycol. 23: 100 (1983). — Torulomyces lagena Delitsch, Systematik der Schimmelpilze 91 (1943).

### Синонимы
- Eupenicillium limoneum Goch. & Zlattner, 1983
- Torulomyces lagena Delitsch, 1943